# Maksim Sokolov (homme politique russe)
 (octobre 2017).
Si vous disposez d'ouvrages ou d'articles de référence ou si vous connaissez des sites web de qualité traitant du thème abordé ici, merci de compléter l'article en donnant les références utiles à sa vérifiabilité et en les liant à la section « Notes et références ».
Pour les articles homonymes, voir Sokolov.
Maksim Iourievitch Sokolov (en russe : Максим Юрьевич Соколов), né le 29 septembre 1968, est un homme politique et un économiste russe, qui est, depuis le 21 mai 2012, le ministre russe des Transports.

## Biographie

### Éducation
Il a étudié au département économique de la faculté de droit de l'université d'État de Leningrad jusqu'en 1991.

### Business
De 1992 à 1999, il est président de la société Rossi. De 1999 à 2004, il est président de la société Corporation S, spécialisée dans la construction de maisons de luxe à Saint-Pétersbourg.

### Carrière politique
En 2004, il travaille comme chef de la commission des projets stratégiques de l'administration municipale de l'administration de Saint-Pétersbourg.
En 2009, il devient membre du gouvernement municipal en tant que président du Comité pour le Développement de la politique économique, industrielle et commerciale.
En 2009, il s'installe à Moscou et devient directeur du Département de l'Industrie et des Infrastructures du gouvernement de la Russie puis, en mai 2012, est nommé ministre des Transports du gouvernement de la fédération de Russie.

## Prix et distinctions
- Médaille de l'ordre du  Mérite de 2e classe